# Auðn
Auðn est un groupe islandais de black metal.

## Histoire
Le groupe est formé en 2010 et son nom signifie « désert / nature sauvage / désolation » en islandais. Le premier album, éponyme, sort en 2014 sur les labels Metallic Media et Black Plague Records en format CD, et en 2015 sur Hexencave Productions en format LP et Nebular Winter Productions en format cassette audio.
Lors des éliminatoires du W:O:A Metal-Battle 2016, le groupe s'impose en tant que représentant de l'Islande et se produit à l'édition 2016 du Wacken Open Air. Lors de la compétition finale, Auðn obtient la troisième place. Il fait une nouvelle apparition au Wacken lors du festival en août 2022.
Pour le deuxième album, Farvegir Fyrndar, le groupe passe sous le label indépendant français Season of Mist, qui opte pour les formats CD et LP. En été 2018, le groupe se produit au festival Summer Breeze. Dans le créneau choisi de du black metal atmosphérique et mélodique, le deuxième album est l'un des « points forts potentiels de l'année 2017 » et « se dirige clairement vers le top des listes », juge le site web allemand metal.de.

## Style musical
Auðn combine les variantes du black metal atmosphérique et mélodique. Ce faisant, il cite « allègrement l'histoire du metal (principalement plus dur) - ici un peu de Winterfylleth, là un peu d'Amon Amarth [...], puis à nouveau un peu de black metal norvégien classique », pour ensuite laisser à nouveau parler son propre style.

## Discographie
- 2016 : Auðn (CD, Black Plague Records/Metallic Media ; cassette audio, Nebular Winter Productions ; vinyle, Hexencave Productions)
- 2017 : Farvegir Fyrndar (CD/12”-vinyle, Season of Mist)
- 2020 : Vökudraumsins fangi (CD/2x12”-vinyle, Season of Mist)